# Juliet Cuthbert
Juliet Jean Cuthbert, po mężu Flynn (ur. 9 kwietnia 1964 w Saint Thomas) – jamajska lekkoatletka specjalizująca się w biegach sprinterskich, uczestniczka igrzysk olimpijskich w latach 1984, 1988, 1992 oraz 1996, trzykrotna medalistka olimpijska: dwukrotnie srebrna (Barcelona 1992 – w biegach na 100 m i 200 m) oraz brązowa (Atlanta 1996 – w sztafecie 4 × 100 m). Po zakończeniu kariery sportowej zajęła się polityką. Była członkiem Parlamentu Jamajki i pełniła funkcje ministra zdrowia.

## Finały olimpijskie
- 1984 – Los Angeles, sztafeta 4 × 100 metrów – 8. miejsce
- 1988 – Seul, bieg na 100 metrów – 7. miejsce
- 1992 – Barcelona, bieg na 100 metrów – srebrny medal
- 1992 – Barcelona, bieg na 200 metrów – srebrny medal
- 1992 – Barcelona, sztafeta 4 × 100 metrów – dyskwalifikacja
- 1996 – Atlanta, bieg na 200 metrów – 7. miejsce
- 1996 – Atlanta, sztafeta 4 × 100 metrów – brązowy medal

## Inne osiągnięcia
- tytuł „Jamajskiej sportsmenki roku” (ang. Jamaica Sportsperson of the year - Women's Winner) – 1992
- mistrzyni Jamajki w biegu na 100 m – 1992
- mistrzyni Jamajki w biegu na 200 m – 1983, 1995, 1997
- mistrzyni NCAA w biegu na 100 m – 1986
- mistrzyni NCAA w biegu na 200 m – 1985, 1986
- 1983 – Helsinki, mistrzostwa świata – brązowy medal w sztafecie 4 × 100 m
- 1991 – Tokio, mistrzostwa świata – złoty medal w sztafecie 4 × 100 m
- 1994 – Petersburg, Igrzyska Dobrej Woli – brązowy medal w biegu na 100 m
- 1995 – Göteborg, mistrzostwa świata – srebrny medal w sztafecie 4 × 100 m
- 1997 – Ateny, mistrzostwa świata – srebrny medal w sztafecie 4 × 100 m
- 1997 – Paryż, halowe mistrzostwa świata – srebrny medal w biegu na 200 m
- 1998 – Maracaibo, mistrzostwa Ameryki Środkowej i Karaibów – srebrny medal w biegu na 200 m

## Rekordy życiowe
- bieg na 100 metrów – 10,83 – Barcelona 01/08/1992
- bieg na 200 metrów – 21,75 – Barcelona 05/08/1992
- bieg na 200 metrów (hala) – 22,60 – Liévin 19/02/1995